# Základní škola Hovorčovická
Základní škola Hovorčovická je pražská základní škola sídlící ve dvoupatrovém komplexu budov v blízkosti Čimického háje a Velké skály. Ke škole patří velké multifunkční sportoviště, k dispozici jsou travnaté fotbalové hřiště, tenisové kurty a tři hřiště s umělým povrchem. Na fotbalovém hřišti školy hraje FK Admira Praha. Tato škola může pojmout až 750 žáků.

## Historie
Škola byla založena roku 1975 v tehdejší obci Kobylisy. Městský obvod Praha 8 nechal školu v roce 2011 opravit a zateplit, ale při rekonstrukci unikl azbest. Škola byla asi na půl roku pro žáky uzavřená a výuka probíhala jinde, např. na ZŠ Glowackého. Karcinogenní vlákna asbestu byla obsažena v boletických panelech, které se používaly při výstavbě v 70. a 80. letech.

## Vybavení školy
Škola má 4 sportovní hřiště – fotbalové, tenisové a 2 víceúčelová. K tomu má k dispozici doskočiště a dětské hřiště. To bylo otevřeno roku 2010.
Je zde také družina, odborné učebny, počítačová a internetová pracovna, žákovská knihovna, hudebna, pracovna s keramickou pecí, 3 tělocvičny, z nichž 2 jsou menší a 1 větší a 2 jídelny, jednu z nich užívají žáci ZŠ Hovorčovické, tu druhou žáci „sousední“ školy TRIVIS.